# Ministère du Travail, de la Santé et des Affaires sociales de Géorgie
Le ministère du Travail, de la Santé et des Affaires sociales de Géorgie (en géorgien: საქართველოს შრომის, ჯანმრთელობისა და სოციალური დაცვის სამინისტრო) est une agence gouvernementale au sein du Cabinet de Géorgie chargée de réglementer le système de santé, les questions relatives au travail et le système de sécurité sociale en Géorgie.
Depuis le 11 mars 2024, le ministère est dirigé par Mikheil Sarjveladze. 

## Structure
Le ministère est dirigé par un ministre nommé par le président de la Géorgie. Le premier sous-ministre et les trois sous-ministres relèvent directement du ministre. Le ministère comprend 16 départements et agences. Les principales fonctions du ministère sont de:
- veiller à la fourniture de bons services médicaux et de santé publique à la population;
- réglementation de l'activité médicale et pharmaceutique dans le pays;
- gestion des retraites publiques, sécurité sociale;
- protection des droits des enfants[2].

Le fonds d'assurance sociale uni d'État et le ministère des Finances de la Géorgie sont les principales sources de financement du ministère de la Santé, du Travail et des Affaires sociales. 